# Jorg Woithe
Jorg Woithe (República Democrática Alemana, 11 de abril de 1963) es un nadador alemán retirado especializado en pruebas de estilo libre, donde consiguió ser campeón olímpico en 1980 en los 100 metros.

## Carrera deportiva
En los Juegos Olímpicos de Moscú 1980 ganó la medalla de oro en los 100 metros estilo libre, con un tiempo de 50.40 segundos, por delante de los nadadores suecos Per Holmertz y Per Johansson; y en cuanto a las pruebas por equipo, ganó la plata en los relevos de 4x200 metros libre, con un tiempo de 7:28.60 segundos, tras la Unión Soviética y por delante de Brasil (bronce).